# Melophorus aeneovirens
Melophorus aeneovirens är en myrart som först beskrevs av Lowne 1865.  Melophorus aeneovirens ingår i släktet Melophorus och familjen myror. Inga underarter finns listade i Catalogue of Life.